# Elatostema mindanaense
Elatostema mindanaense är en nässelväxtart som först beskrevs av Charles Budd Robinson, och fick sitt nu gällande namn av H. Schröter. Elatostema mindanaense ingår i släktet Elatostema och familjen nässelväxter. Inga underarter finns listade i Catalogue of Life.